# SS Robert E. Peary
Le SS Robert E. Peary était un Liberty Ship qui fut célèbre durant la Seconde Guerre mondiale pour avoir été construit en un temps record. Nommé en l'honneur de Robert Peary, un explorateur américain qui fut l'un des premiers à atteindre le pôle Nord géographique, il fut lancé le 12 novembre 1942, soit 4 jours, 15 heures et 26 minutes seulement après la pose de la quille,.

## Construction
Le Robert E. Peary a été construit dans le chantier naval Permanente Metals (en) No. 2 à Richmond, en Californie, et était le 47e navire construit dans ce chantier. Le record établi lors de sa construction était le résultat d'une compétition entre les chantiers navals pour savoir lequel construirait un Liberty ship  le plus rapidement. L'Oregon Shipbuilding Corporation avait construit un autre Liberty ship, le Joseph N. Teal, en seulement dix jours, entre le 13 et le 23 septembre 1942. Un journaliste demanda au propriétaire du chantier, Henry J. Kaiser (qui possédait également les chantiers navals de Richmond), s'il aurait été possible de faire plus vite. Il répondit qu'il aurait pu être construit en huit jours, mais qu'il avait été retardé pour permettre au président Franklin D. Roosevelt d'y assister.
Roosevelt accepte la proposition de construire un navire en deux fois moins de temps. Pour respecter ce délai, le chantier naval de Richmond préfabrique la plus grande partie possible du navire dans son chantier n° 2 et prépositionne les sections pour permettre aux ouvriers de l'assembler avec un maximum d'efficacité. La quille est posée à 0h01 le 8 novembre 1942. Le reste du navire est construit à partir de sections préfabriquées de 250 tonnes, les moteurs étant déjà en place. L'unité de coque de fond est installée en premier, suivie de l'unité de fond intérieur qui supporte la chaudière, le moteur et la pompe. Les chaudières ont été mises en place en milieu de matinée, suivies des cloisons transversales et du tunnel de l'arbre. Le pont supérieur a été achevé le deuxième jour, avec l'installation du coqueron inférieur, d'autres cloisons et également de la poupe. Les mâts, les derricks et la superstructure ont été installés le troisième jour. Le dernier jour, le câblage, la soudure et la peinture ont été achevés, ainsi que l'installation de la plate-forme de tir avant et de la cheminée intérieure,. Le navire a été mis à l'eau le 12 novembre à 15 h 27, après l'assemblage d'environ 250 000 pièces individuelles pesant 14 000 000 lb (6 350 293,18 kg). Après 26 minutes de discours, Mme James F. Byrnes, l'épouse du chef de l'Office de stabilisation économique de Roosevelt, a baptisé le navire, qui a été envoyé sur la cale de halage dans la baie de San Francisco. Il est mis en service le 15 novembre, établissant un nouveau record de 7 jours, 14 heures et 32 minutes entre la pose de la quille et la livraison.
La vitesse record de la construction était un effort de propagande destiné à montrer que les États-Unis pouvaient produire des navires plus rapidement qu'ils ne pouvaient être coulés. Normalement, le chantier Permanente mettait en moyenne 50 jours pour construire un Liberty. En réalité, il n'était pas possible d'aller beaucoup plus vite, car il n'y avait pas assez d'acier ou de capacité pour les construire à un tel rythme. Le navire a été qualifié de « navire cascadeur », bien qu'Henry Kaiser l'ait qualifié de « navire incitatif » en raison de l'amélioration du moral de ses ouvriers. Néanmoins, l'extrême rapidité de la construction du Robert E. Peary illustre le succès avec lequel les chantiers navals américains ont adopté les méthodes de production de masse mises au point dans l'industrie automobile ; au début du programme Liberty, il fallait en moyenne 1,4 million d'heures de travail et 355 jours pour construire les navires, mais en 1943, ces chiffres étaient tombés à moins de 500 000 heures de travail (ou 57 années-hommes) et à une moyenne de 41 jours.

## Carrière
Le Robert E. Peary a effectué son voyage inaugural le 22 novembre. Il était alors exploité par la Weyerhauser Steamship Company et a d'abord servi sur le théâtre du Pacifique, naviguant jusqu'à Nouméa, en Nouvelle-Calédonie, avant de se rendre à Guadalcanal. Il a navigué dans l'océan Atlantique en avril 1943 et y a navigué pendant le reste de la guerre sur les routes des convois vers l'Europe, transportant des prisonniers de guerre d'Afrique du Nord et servant au large de la plage d'Omaha le jour J. Il a été retiré de la flotte de réserve de Wilmington (en) en décembre 1946 et a été démantelé en juin 1963 à Baltimore, Maryland,.

## Liens Externes
- American Merchant Marine at War website
- Website archivé le 2014-08-02 à la Wayback Machine pour Liberty Ship SS Jeremiah O'Brien
- Website du Liberty Ship SS John W. Brown